# Horgoș
Horgoș (în maghiară Horgos, în sârbă Horgoš) este o localitate în Districtul Banatul de Nord, Voivodina, Serbia.

## Populație
- 1961: 7.871
- 1971: 7.823
- 1981: 7.640
- 1991: 7.201
- 2002: 6.325

## Varia
Asteroidul 23718 Horgos îi poartă numele.
1. ↑  , Republicki geodetski zavod[*] http://web.archive.org/web/20160530172604/http://www.rgz.gov.rs/upload/web/Spisak%20KO-20150521.zip, arhivat din original la 30 mai 2016 Lipsește sau este vid: |title= (ajutor)